# 시피웨 차발랄라
시피위 차발랄라(영어: Lawrence Siphiwe Tshabalala, 1984년 9월 25일, 남아프리카 공화국, 가우텡 주, 피리)는 남아프리카 공화국의 축구 선수로, 왼쪽 윙어로 활약하며, 현재 남아프리카 공화국 축구 국가대표팀의 일원이다.

## 2010년 FIFA 월드컵
차발랄라는 멕시코와의 개막전에서 후반 10분경 왼발 중거리슛으로 대회 첫 골을 기록했고, 남아공은 1-1 무승부를 거뒀다. 이 활약으로 FIFA가 선정한 공식 맨 오브 더 매치에 선정됐었다. 하지만 남아공은 우루과이와의 경기에서 3-0으로 참패하고, 프랑스와의 경기에서는 2-1 승리를 하고 멕시코와 1승 1무 1패 동률을 이뤘지만, 골득실차에서 3위로 밀렸고, 이는 역사상 처음으로 개최국이 조별리그에서 탈락하는 일이 벌어졌다.